# Alexandre Jabłoński
Pour les articles homonymes, voir Jablonski.
Aleksander Jabłoński, dit en français Alexandre Jabłoński, né le 26 février 1898 à Woskresenówka (gouvernement de Kharkov, Empire russe) et mort le 9 septembre 1980 à Skierniewice (république populaire de Pologne), est un physicien polonais, membre de l'Académie polonaise des sciences.

## Biographie
Jabłoński soutint en 1930 sa thèse intitulée De l'influence de la longueur d'onde d'excitation sur le spectre de fluorescence à l'université de Varsovie. Puis il partit à l'université Humboldt de Berlin pendant deux ans, grâce à une bourse de la fondation Rockefeller. Il travailla avec Peter Pringsheim à Berlin puis avec Otto Stern à Hambourg. En 1934, Jabłoński retourna en Pologne pour recevoir son habilitation d'enseignant à l'université de Varsovie. Sa thèse d'habilitation portait sur L'influence des interactions moléculaires dans l'absorption et l'émission de lumière, sujet auquel il consacra le reste de sa carrière.
Jabłoński fut l'un des pionniers de la photo-physique moléculaire, définissant le concept de « centre luminescent » et imaginant les théories de concentration de quencher et de dépolarisation de photoluminescence. Il a aussi travaillé sur la pression d'élargissement des lignes des spectres d'émission et a été la première personne a reconnaître l'analogie entre cette pression d'élargissement et le spectre moléculaire. Ces travaux menèrent à la théorie quantique de la pression d'élargissement.
En 1933, Jabłoński proposa un diagramme décrivant les différentes absorptions et émissions de lumière.